# Лотар фон Меттерніх
Лотар Йоганн Рейнгард фон Меттерніх (нім. Lothar Johann Reinhard von Metternich; 31 серпня 1551, Графшафт — 17 вересня 1623, Кобленц) — 49-й архієпископ Тріра і архіканцлер Бургундії в 1599—1623 роках, 23-й курфюрст Трірський.

## Життєпис
Походив з рейнландського шляхетського роду Меттерніхів. Син Йоганна фон Меттерніха, гера Феттельговена і амтмана Заффенбергу, та його четвертої дружини Катерини фон дер Лейєн цу Адендорф. Народився 1551 року замку Феттельговен. Замолоду його було призначено церковну кар'єру. Спочатку навчався в єзуїтській школі. У 1567—1577 роках вивчав теологію і право в Кельнському університеті, У 1577—1579 роках продовжив навчання в університеті Перуджі, а з 1579 з 1581 року вивчав науки в Падуанському університеті. Слідом за цим здійснив навчальну поїздку до Франції. Вільно оволодів фламандською, французькою, італійською мовами, латиною.
Разом з тим завдяки вуйкові Йоганну VI фон дер Лейєну, архієпископу Тріра, робив швидку церковну кар'єру. Вже 1570 року стає каноніком Трірського собору, 1575 року увійшов до соборного капітулу.
У 1590 року по завершенню навчання призначається соборним схоластиком Тріра. У квітні 1599 року трірський архієпископ Йоганн фон Шененберг призначив Лотара фон Меттерніха своїм коад'ютором. Після смерті фон Шененберга в травні того ж року Трірський соборний капітул обрав Меттерніха новим архієпископом. Невдовзі був визнаний Папський престолом та висвячений на єпископа. У 1600 році імператор Рудольф II відправив новому архієпископу регалії.
Спочатку основну увагу зосередив на відновленні господарства та покращення фінансів Трірської архієпархії. Для цього було впроваджено нові податки, зокрема на духівництво, та збільшив карбування власної монети, яка зрештою стала однією з найстабільніших у Західній Німеччині. Сприяв розвитку броварства і виноробства. Також постійно купував села на межі з курфюрством.
Водночас багато уваги приділяв зміцненню фортець та замків. Також продовжив церковну реформу своїх попередників, сприяючи навчанню священиків, надавав підтримку орденам єзуїтів, капуцинів, францисканців. Був прихильником ідей Контрреформації та гоніння відьом, що набуло в Трірі значного розмаху.
1601 року допомагав іспанцям у боротьбі проти Республіки Сполучених провінцій. Згодом також активно протидіяв останній.
1610 року увійшов до Католицької ліги. У 1611—1614 роках сприяв зведенню єзуїтами нового колегіуму. 1612 року підтримав обрання імператора Маттіаса Габсбурга. Водночас виступив посередником, намагаючись дипломатично вирішити суперечки між Протестанською унією та Католицькою лігою. Для престижу архієпископів Трірських 1615 року розпочав зведення вишуканого палацу в Трірі в стилі пізнього Ренесансу.
1619 року підтримав обрання імператором Фердинанда II Габсбурга. Помер після тривалої хвороби 1623 року в Кобленці. Поховано в Трірському соборі.